# Hippocoon (père de Nélée)
Pour les articles homonymes, voir Hippocoon.
Dans la mythologie grecque, le grammairien et mythographe latin Hygin est le seul auteur, dans ses Fabulae (littéralement : « histoires »), à citer Hippocoon (en grec ancien Ἱπποκόων) comme étant le père de Nélée roi de Pylos : « Nélée fils d'Hippocoon prit pour épouse Chloris, dont il eut douze fils. Lorsqu'Hercule assiégea Pylos, il tua Nélée et dix de ses fils ; le onzième, Périclymène, échappa à la mort transformé en aigle par son grand-père Neptune. Quant au douzième, Nestor, il était à Troie et on dit qu'il bénéficia grâce à Apollon d'une vie de trois siècles » (fable X).
Or, dans le chant XI de l'Iliade d'Homère, aux vers 692-693, Nélée est présenté comme le fils du  dieu Poséidon et de Tyro, petite-fille d'Éole, héros éponyme des Éoliens.
Dans un autre passage (fable CLXXIII) où il évoque la chasse au sanglier de Calydon, Hygin cite « Hippocoontis Amyclis » : Hippocoon d'Amyclées, bourgade de Laconie au sud-est de Sparte, et ses trois fils : Enaesimus, Alcon et Leucippe. Ovide dans les Métamorphoses parle des « fils d'Hippocoon, qui viennent de l'antique Amyclées » et cite Enaesimus qui est tué par le sanglier (VIII, 314).

## Source
- Hygin, Fables [détail des éditions] [(la) lire en ligne] (X ; CLXXIII).